# Northrop XP-79 Flying Ram
Northrop XP-79 Flying Ram – amerykański doświadczalny myśliwiec, którego główną techniką niszczenia nieprzyjacielskich samolotów miało być ich taranowanie. Maszyna została zaprojektowana przez Johna Northropa w układzie latającego skrzydła. Jedyny zbudowany samolot uległ rozbiciu podczas swojego pierwszego lotu.

## Historia

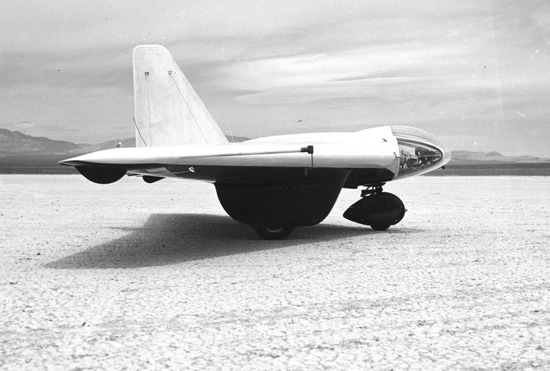
MX-324

John Knudsen Northrop był wielkim entuzjastą budowy samolotów w układzie latającego skrzydła. Już od 1929 roku zajmował się teoretycznymi aspektami budowy samolotów w takim układzie konstrukcyjnym. Jednak dopiero w 1940 roku zbudował według tej koncepcji pierwszy latający samolot, był to Northrop N-1M. W dalszej kolejności powstały Northrop YB-35, Northrop YB-49, Northrop XP-56 Black Bullet. Do ciekawszych konstrukcji należał XP-79, który powstał na deskach kreślarskich w 1942 roku. Jego najbardziej interesującą cechą było to, że został pomyślany jako latający taran służący do niszczenia delikatnych konstrukcji samolotów przeciwnika. Technika walki polegająca na taranowaniu jednostek wroga nie była klasyczną metodą walki, ale sporadycznie piloci różnych krajów stosowali tę metodę ataku. Jej największą i najważniejszą wadą było to, że zniszczeniu ulegały zwykle obydwa samoloty: atakowana maszyna, jak również samolot atakujący. W 1943 roku koncepcją Northropa zainteresowało się United States Army Air Forces, a w maju podpisano z Northrop umowę na budowę trzech prototypów, które otrzymały wojskowe oznaczenie XP-79. Pierwotnie samolot miał być napędzany pojedynczym silnikiem rakietowym XCALR-2000A-1 o ciągu 9 kN, wspomaganym podczas startu dwoma silnikami rakietowymi Aerojet XCAL-1000, odrzucanymi po uniesieniu się w powietrze. Samolot był wyposażony w płozy zamiast klasycznego podwozia. Start miał odbywać się z wykorzystaniem kołowego wózka, na którym spoczywałby samolot. Tak radykalna koncepcja aerodynamiczna wymagała wcześniejszego przetestowania na modelu. W tym celu podjęto decyzję o zbudowaniu samolotu w takim samym układzie konstrukcyjnym oznaczonego jako MX-324 napędzanego silnikiem rakietowym Aerojet XCAL-200, dającym ciąg rzędu 89 daN przez 5 minut. Jednak w wyniku nieosiągnięcia zakładanej sprawności przez silniki, zbudowano szybowiec oznaczony jako MX-334, był to model 324, ale pozbawiony silnika. Zbudowano dwa egzemplarze MX-334, pierwszy z nich przeznaczony był do badań tunelowych, drugi w połowie 1943 roku trafił na pustynię Mojave w celu odbycia badań w locie. 2 października 1943 roku Lockheed P-38 Lightning wyniósł na holu w powietrze szybowiec MX-334, pierwszy lot trwał około 20 minut. Rok później silnik Aerojet XCAL-200 był już na tyle sprawny, że zamontowano go na szybowcu powracając jednocześnie do pierwotnej nazwy MX-324, rezygnując również z płóz na korzyść klasycznego, stałego, kołowego podwozia. 5 lipca 1944 roku, tak zmodyfikowany samolot wzniósł się na holu za samolotem P-38 i po osiągnięciu odpowiedniej wysokości uruchomił silnik rakietowy, stając się pierwszym amerykańskim samolotem z tego rodzaju napędem w powietrzu. Ciągłe kłopoty z silnikami rakietowymi, niebezpieczny i żrący utleniacz stosowany w paliwie rakietowym, były powodami zarzucenia projektu samolotu z tego rodzaju napędem. Kolejną modyfikacją było przystosowanie płatowca do napędu odrzutowego pojedynczym silnikiem Westinghouse 19B (oznaczenie wojskowe Westinghouse J30-WE). Tak zmodyfikowana konstrukcja otrzymała oznaczenie XP-79A. Do ostatecznej realizacji wybrany jednak został projekt oznaczony jako XP-79B, w którym zamiast jednego, zastosowano dwa silniki turboodrzutowe. Samolot był gotowy do lotu w lecie 1945 roku, w czerwcu tego samego roku gotową maszynę przewieziono na teren obecnej Edwards Air Force Base. 12 września 1945 roku samolot po raz pierwszy wzniósł się w powietrze, za sterami samolotu siedział pilot doświadczalny Harry Crosby, który latał również na wcześniejszych konstrukcjach MX-324 i MX-334. Po 15 minutach pilot stracił panowanie nad maszyną, która runęła na ziemię ulegając całkowitemu zniszczeniu. Pilot zdążył opuścić maszynę, jednak jego spadochron nie otworzył się i Crosby poniósł śmierć na miejscu. Po katastrofie zaprzestano dalszych prac nad samolotem.

## Konstrukcja

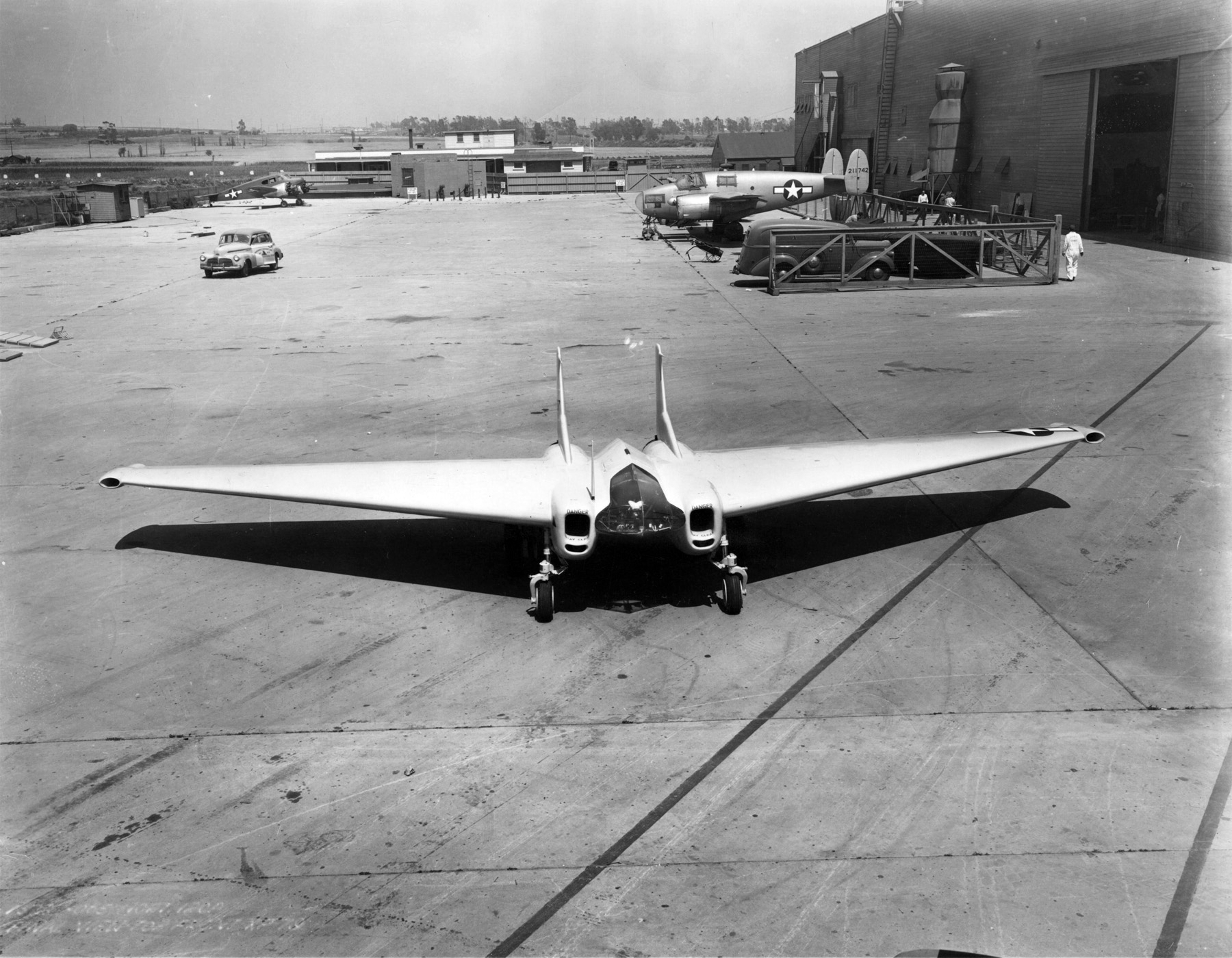
Northrop XP-79B

XP-79 był jednomiejscowym samolotem myśliwskim zbudowanym w układzie latającego skrzydła, którego skos na krawędzi natarcia wynosił 25°. Pilot zajmował miejsce leżące w środkowej, specjalnie do tego celu pogrubionej części płata. Pozycja leżąca pozwalała pilotowi na znoszenie zdecydowanie większych przeciążeń (do 12 g) podczas manewrowania samolotem, niż w maszynach z klasycznymi fotelami dla załogi. Również w innym samolocie przeznaczonym do taranowania wrogich maszyn, radzieckim projekcie myśliwca IWS inżyniera Ł. G. Gołowina, zaplanowano miejsce w pozycji leżącej dla pilota. Po obu stronach kabiny pilota znajdowały się dwie gondole silnikowe z prostokątnymi wlotami powietrza do silników. Nad gondolami zamontowano dwa stateczniki pionowe pozbawione jednak sterów kierunku. Na obydwu końcach skrzydła zamontowane były specjalne kanały powietrzne, w których można było regulować przepływ powietrza poprzez przymykanie jednego lub drugiego kanału. Uzyskiwano w ten sposób asymetryczny przepływ na jednym bądź drugim końcu płata, pozwalający na sterowanie kierunkowe samolotem. Pozostałe manewry związane ze sterowaniem podłużnym i poprzecznym maszyny realizowano za pomocą sterolotek rozmieszczonych na krawędzi spływu skrzydła. Podwozie czterokołowe, chowane w locie, przednie, po zewnętrznej stronie każdej z gondol silnikowych chowane do wnęk w płacie i tylne, na wysokości środka gondoli silnikowych również chowane do wnęk w skrzydle. Chociaż pierwotnym zamierzeniem konstruktora była walka z nieprzyjacielskimi samolotami techniką taranowania wrogich maszyn, to jednak w samolotach seryjnych planowano montaż czterech karabinów maszynowych kalibru 12,7 mm.